# Communauté d’agglomération du Bassin d’Annonay
Die Communauté d’agglomération du Bassin d’Annonay ist ein ehemaliger Gemeindeverband mit der Rechtsform einer Communauté d’agglomération im französischen Département Ardèche, dessen Verwaltungssitz sich in dem Ort Davézieux befand. Er lag am Nordrand des Départements auf einem breiten Geländesockel oberhalb der Rhône am Übergang zu dem bereits zum Zentralmassiv gehörenden Gebirgsstock des Mont Pilat. Der zentrale Ort des Verbandes war Annonay. Der Gemeindeverband bestand aus 16 Gemeinden auf einer Fläche von 212,1 km2.

## Aufgaben
Zu den vorgeschriebenen Kompetenzen gehörten die Entwicklung und Förderung wirtschaftlicher Aktivitäten und des Tourismus sowie die Raumplanung auf Basis eines Schéma de Cohérence Territoriale. Der Gemeindeverband bestimmte die Wohnungsbaupolitik. In Angelegenheiten der Gemeindeinfrastruktur betrieb er die Abwasserentsorgung (teilweise), die Müllabfuhr und -entsorgung und organisierte den öffentlichen Nahverkehr. Zusätzlich baute und unterhielt der Verband Kultur- und Sporteinrichtungen und förderte Veranstaltungen in diesen Bereichen.

## Historische Entwicklung
Die heutige Organisationsform des Gemeindeverbandes wurde am 11. Dezember 2013 geschaffen durch Umwandlung der Communauté de communes du Bassin d’Annonay in eine Communauté d’agglomération. Vom 10. März 1999 bis Dezember 2013 bestand jene Communauté de communes als Nachfolger für den 1968 gegründeten District Urbain d’Annonay.

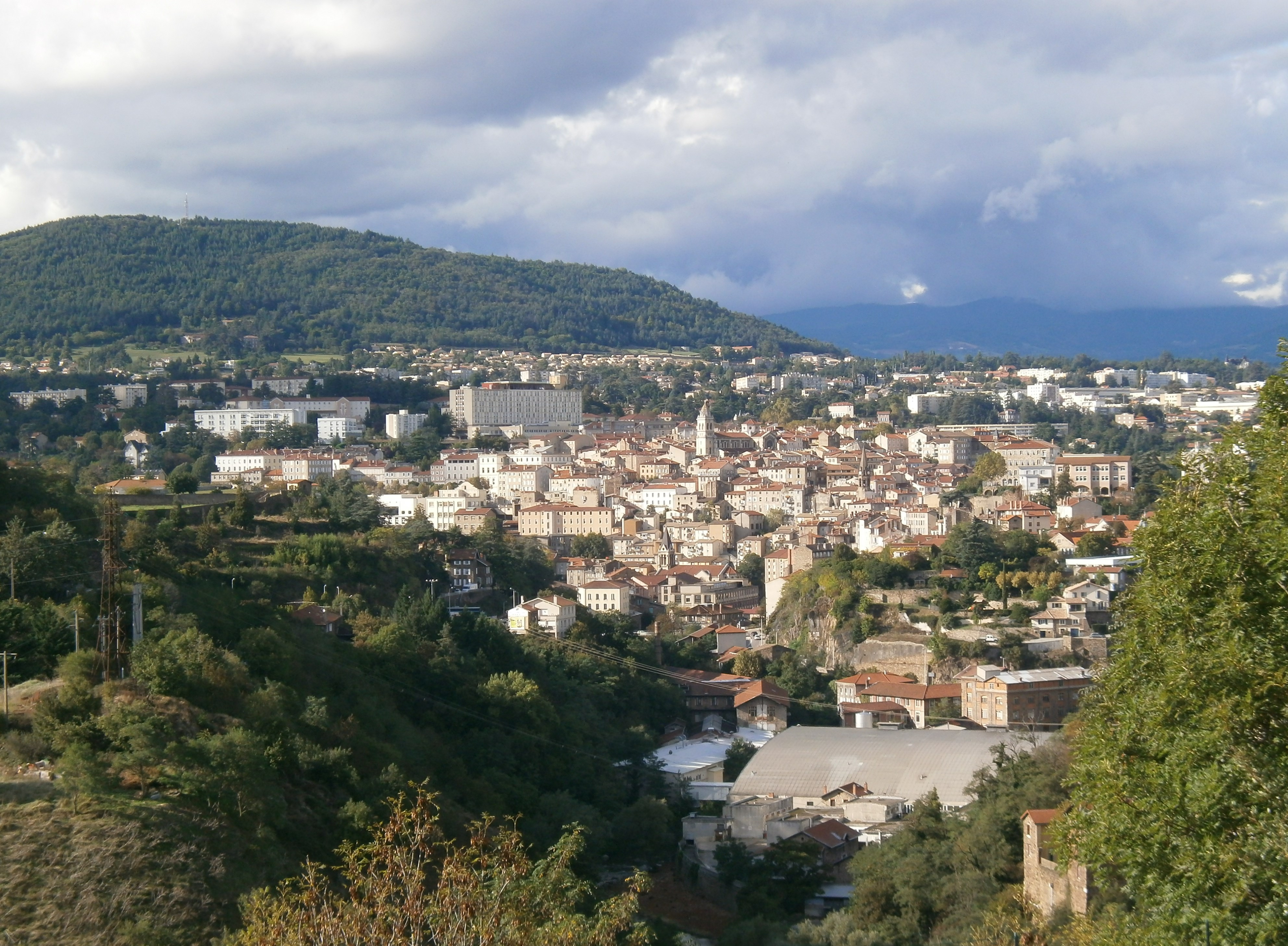
Annonay, Zentrum des ehemaligen Gemeindeverbandes

Mit Wirkung vom 1. Januar 2017 fusionierte der Gemeindeverband mit der Communauté de communes Vivarhône und bildete so die Nachfolgeorganisation Annonay Rhône Agglo.

## Ehemalige Mitgliedsgemeinden
Folgende 16 Gemeinden gehörten der Communauté d’agglomération du Bassin d’Annonay an:
| Gemeinde                 | Einwohner 1. Januar 2022 | Fläche km² | Dichte Einw./km² | Code INSEE | Postleitzahl |
| ------------------------ | ------------------------ | ---------- | ---------------- | ---------- | ------------ |
| Annonay                  | 17.222                   | 21,2       | 812              | 07010      | 07100        |
| Boulieu-lès-Annonay      | 2.255                    | 9,4        | 240              | 07041      | 07100        |
| Davézieux                | 3.181                    | 5,6        | 568              | 07078      | 07430        |
| Monestier                | 59                       | 7,4        | 8                | 07160      | 07690        |
| Roiffieux                | 2.723                    | 19,5       | 140              | 07197      | 07100        |
| Saint-Clair              | 1.292                    | 5,8        | 223              | 07225      | 07430        |
| Saint-Cyr                | 1.430                    | 8,1        | 177              | 07227      | 07430        |
| Saint-Julien-Vocance     | 222                      | 26,4       | 8                | 07258      | 07690        |
| Saint-Marcel-lès-Annonay | 1.378                    | 16,6       | 83               | 07265      | 07100        |
| Savas                    | 896                      | 12,4       | 72               | 07310      | 07430        |
| Talencieux               | 1.116                    | 7,1        | 157              | 07317      | 07340        |
| Thorrenc                 | 322                      | 3,7        | 87               | 07321      | 07340        |
| Vanosc                   | 934                      | 26,1       | 36               | 07333      | 07690        |
| Vernosc-lès-Annonay      | 2.670                    | 16,1       | 166              | 07337      | 07430        |
| Villevocance             | 1.181                    | 9,4        | 126              | 07342      | 07690        |
| Vocance                  | 615                      | 17,2       | 36               | 07347      | 07690        |